# Compagnie De Koe
Compagnie De KOE was een Vlaams theatergezelschap met thuisbasis te Antwerpen, opgericht in 1989 door Peter Van den Eede en Bas Teeken.
De KOE werkte aanvankelijk met projectsubsidie, tot het in 1993 door de Vlaamse Gemeenschap als gesubsidieerd gezelschap (vereniging zonder winstoogmerk) werd erkend.
Het gezelschap produceerde vooral experimenteel theater, geïnspireerd door Jan Decorte, en schrijft de teksten hiervoor geregeld zelf.
Zijn artistieke kernploeg bestond uit Natali Broods, Peter Van den Eede en Willem de Wolf.
In 2022 is Compagnie De KOE samen met Hof van Eede gefuseerd tot DE HOE.

## Producties

#### 2021-2022
- DAVID of hoe we ons bedacht hebben

#### 2020-2021
- Herwerking van De Nijl is in Caïro aangekomen
- The Courage to be Disliked

#### 2019-2020
- seks(e)(n)

#### 2018-2019
- ACHTER/AF

#### 2017-2018
- ForsterHuberHeyne
- HelloGoodbye

#### 2016-2017
- Amerika! (proefvoorstellingen)

- ATELIER
- IN KOOR!

#### 2015-2016
- Beckett Boulevard (herneming in 2016-2017)
- Franse versie van Onomatopee
- Le relèvement de l'Occident / BlancRougeNoir (Franse versie van Trilogie / De wederopbouw van het Westen / WitRoodZwart, herneming in 2016-2017)

#### 2014-2015
- The Marx Sisters (2de speelreeks in 2015-2016)

#### 2013-2014
- Olga, de brief komt altijd aan (2de speelreeks in 2014-2015)
- Vermogen
- Franse versie van Onomatopee (proefvoorstellingen)
- L'homme au crâne rasé (Franse versie van De man die zijn haar kort liet knippen, 2de speelreeks in 2014-2015)

#### 2012-2013
- Trilogie / De wederopbouw van het Westen / WitRoodZwart (hernemingen in 2013-2014, in 2014-2015, in 2015-2016 en in 2016-2017)
- Olga, de brief komt altijd aan (proefvoorstellingen)

#### 2011-2012
- De wederopbouw van het Westen II / ROOD
- KRENZ, de gedoodverfde opvolger (herneming in 2012-2013)
- De wederopbouw van het Westen III / ZWART (herneming in 2012-2013)
- Beroemden (herneming in 2013-2014)

#### 2010-2011
- De wederopbouw van het Westen I / WIT
- De wederopbouw van het Westen II / ROOD (herneming in 2011-2012)
- Outrage au public / Publikumsbeschimpfung (speelreeks Frankrijk, herneming in 2011-2012)
- KRENZ, de gedoodverfde opvolger

#### 2009-2010
- Een Gelukkige Verjaardag

#### 2008-2009
- Franse versie van Who's afraid of Virginia Woolf (Qui a peur de Virginia Woolf)
- Laat op de avond na een korte wandeling
- Een Gelukkige Verjaardag (première reeks)

#### 2007-2008
- Publikumsbeschimpfung (herneming voor Antwerpse Kleppers I in 2007-2008)
- Burgerlijke Ongehoorzaamheid
- We hebben een /het boek (niet) gelezen (herneming in 2008-2009, 2de speelreeks in 2009-2010)

#### 2006-2007
- Onomatopee (2de reeks in 2007-2008, 3de reeks in 2008-2009)
- Utopie van het Atoom
- Burgerlijke Ongehoorzaamheid (proefvoorstellingen)
- Glanzen (2de reeks in 2007-2008, herneming voor Antwerpse Kleppers I in 2007-2008)

#### 2005-2006
- Franse versie van My dinner with André (hernemingen in 2006-2007, 2014-2015, 2015-2016 en 2016-2017)
- Millernin

#### 2004-2005
- Who's afraid of Virginia Woolf (2de reeks in 2005-2006)

#### 2003-2004
- Quarantaine (herneming in 2005-2006)
- De man die zijn haar kort liet knippen (2de reeks in 2004-2005, herneming in 2014-2015)
- De Wet van Engel (2de reeks in 2004-2005)

#### 2002-2003
- Dropdeadmoney
- Poespoespoes
- De Miserie van de Jonge Werthers (2de reeks in 2004-2005, herneming voor Antwerpse Kleppers I in 2007-2008)

#### 2001-2002
- Alles naar Allen
- Drie Zusters

#### 2000-2001
- IO/Skagen
- Liefde het is (herneming)
- Kleine Bezetting (herneming in 2001-2002)
- Elizabeth en Essex
- In den beginne - Squirrels (herneming in 2002-2003)
- Vandeneedevandeschrijvervandekoningendiderot (hernemingen in 2001-2002 en 2003-2004)

#### 1999-2000
- Talkshow II
- Het Jachtgezelschap

#### 1998-1999
- My dinner with André (hernemingen in 1999-2000 en 2002-2003)
- De Nijl is in Caïro aangekomen (herneming in 1999-2000)

#### 1997-1998
- De Slag van Glottis

#### 1996-1997
- Titel Onbekend
- Lucifer

#### 1995-1996
- De Menagerie van de Schamele Drie
- In de Gloria

#### 1994-1995
- Monoloog Geterroriseerd II
- Talkshow

#### 1993-1994
- De Rest is Overschot
- 3 Koningen

#### 1992-1993
- Touroperator
- Toneelspelersscène in Hamlet

#### 1991-1992
- Epiloog van de Eenzaamheid

#### 1990-1991
- De Gebiologeerden (hernemingen in 2002-2003 en 2009-2010)